# Michal Rešetka
Michal Rešetka (Bobot, 2 settembre 1794 – Horná Súča, 9 maggio 1854) è stato un teologo, presbitero e bibliofilo slovacco.
La sua biblioteca e collezione forma un fondo originario della Biblioteca nazionale slovacca a Martin.

## Biografia
Nato in una famiglia contadina, Rešetka studiò teologia a Nitra e a Presburgo, l'odierna Bratislava e fu ordinato sacerdote nel 1817. Esercitò il suo ministero in diverse località della Slovacchia, fino a quando fu nominato parroco a Horná Súča. A Horná Súča si occupò dell'istituzione della scuola primaria e iniziò una scuola domenicale. Per combattere l'alcolismo fondò anche una "Società della temperanza" (Spolok miernosti), che giunse ad avere nel paese più di 1 300 iscritti.
Come nobile del comitato di Trenčín pubblicò contributi letterari e omelie su vari giornali slovacchi come Cyrill a Method, Katolicke noviny e Poklady kazateľského rečníctva, scritti in lingua slovacca secondo la codificazione di Anton Bernolák (bernolákovčina). Fu anche curatore di opere di vari autori, fra cui degli scritti religiosi e didattici di Hugolín Gavlovič, che visse dal 1712 al 1787.
La biblioteca in cui raccolse opere di autori slovacchi e stranieri fu importante per gli studi di Michal Chrástek, di Jozef Miloslav Hurban e di Andrej Radlinský.
Sono state a lui dedicate la biblioteca regionale di Trenčín e la scuola primaria di Horná Súča.

## Opere
- Ježíšek krásní príklad dobrich dítek ("Gesù Bambino, un bell'esempio per i bambini buoni"), 1830
- Hugolín Gavlovič, Walaská Škola Mrawow Stodola ("La scuola valacca, granaio delle tradizioni") 2 volumi, 1830–1831 (opera di cui fu curatore)
- Gelegenheitspredigten verschiedener Prediger in slowakischer Sprache ("Omelie d'occasione di predicatori scelti in lingua slovacca"), 2 volumi 1831–1834